# Titularbistum Maxita
Maxita (ital.: Massita) ist ein Titularbistum der römisch-katholischen Kirche.
Es geht zurück auf einen ehemaligen Bischofssitz in der gleichnamigen antiken Stadt in der römischen Provinz Mauretania Caesariensis im Norden von Algerien.
| Titularbischöfe von Maxita |                           |                                                                     |                   |                   |
| Nr.                        | Name                      | Amt                                                                 | von               | bis               |
| 1                          | Romeo Roy Blanchette      | Weihbischof in Joliet (USA)                                         | 8. Februar 1965   | 19. Juli 1966     |
| 2                          | John Gerard McClean       | Koadjutorbischof von Middlesbrough (Großbritannien)                 | 10. Dezember 1966 | 13. Juni 1967     |
| 3                          | Camille-André LeBlanc     | emeritierter Bischof von Bathurst (Kanada)                          | 8. Januar 1969    | 23. November 1970 |
| 4                          | Joseph Lawson Howze       | Weihbischof in Natchez-Jackson (USA)                                | 8. November 1972  | 8. März 1977      |
| 5                          | Jesús María de Jesús Moya | Weihbischof in Santiago de los Caballeros (Dominikanische Republik) | 13. April 1977    | 20. April 1984    |
| 6                          | Michael Patrick Driscoll  | Weihbischof in Orange in California (USA)                           | 19. Dezember 1989 | 18. Januar 1999   |
| 7                          | Marián Chovanec           | Weihbischof in Nitra (Slowakei)                                     | 22. Juli 1999     | 20. November 2012 |
| 8                          | Michel Aupetit            | Weihbischof in Paris (Frankreich)                                   | 2. Februar 2013   | 4. April 2014     |
| 9                          | Pierantonio Tremolada     | Weihbischof in Mailand (Italien)                                    | 24. Mai 2014      | 12. Juli 2017     |
| 10                         | Andrzej Kaleta            | Weihbischof in Kielce (Polen)                                       | 8. November 2017  |                   |